# Боготольський район
Боготольський район (рос. Боготольский) — адміністративна одиниця та муніципальне утворення в західній частині Красноярського краю. Адміністративний центр — місто Боготол (до складу району не входить).

## Географія
Суміжні території:
- Північ: Тюхтетський район
- Північний схід: Великоулуйський район
- Сході: Ачинський район
- Південь: Назаровський і Шариповський райони Красноярського краю
- Захід: Кемеровська область.

Площа території - 2992 км².

## Історія
Історія Боготольського району починається з утворення Боготольського поселення (село Боготол). Імовірно, це 1703 рік. З давніх часів невелика заплава річки Чулим приваблювала людей своєю красою і великою кількістю своїх багатств. В XVII столітті на території Боготольської і Красноріченської волостях (Аргинське Примулим'я) проживали тюркські племена, яких називали чулимські татари. Російські люди оселилися тут в кінці XVII століття. Але сприятливі умови для розвитку російських поселень в Причулим'ї склалися тільки до 1703 року, коли припинилися постійні набіги киргизів на поселення. Селяни Причулим'я займалися землеробством, скотарством. Села - Боготол, Червона Річка, коробейники - перші поселення орних селян в Причулим'ї Ачинського острогу. Селяни сіяли озиме жито, пшеницю, овес, ячмінь, гречку, льон, просо, коноплі.
З будівництвом Московського тракту, який з 1751 року пройшов через Ітат, с. Боготол, Красну Річку, швидко стали розвиватися притрактові села.
У селі Боготол до 1771 року було 160 будинків, соляні магазини. Село було адміністративним центром і мало головний нагляд над поселеннями від Суслівки до Ачинська. В середині XVIII століття було побудовано 2 винокурних заводи - Боготольський та Красноріченський, які виробляли в рік 10 тисяч відер горілки кожен. Продукція цих заводів транспортувалася по всьому Сибіру та за Урал. Сировиною для винокурного виробництва служила пшениця місцевого виробництва.
До середини XIX століття село Боготол стало значним торговим центром прилеглої округи. Тут практикувалася ярмаркова торгівля. Найважливіше місце в торгівлі займав збут сала, масла коров'ячого, шкір, овчин, зерна, борошна, виробів кустарного промислу.
У 1913 році поблизу села Боготол були виявлені значні поклади гончарних глин. За постановою Губернського управління землеробства і землеустрою в селі організовується навчально-показова гончарна майстерня.
З 1935 року проводяться розвідувальні роботи, які показали наявність промислових запасів розсипного і рудного золота в Аргі. Почалися державні розробки розсипного золота. В результаті виникла Галкінська копальня (за назвою річки Галки). Тут були побудовані клуб, семирічна школа. Але в 1950 році копальня припинила своє існування (в післявоєнні роки змінилася кон'юнктура в золотодобувній промисловості).
Боготольський район утворений 25 липня 1924 року. Як адміністративна одиниця в складі Західно-Сибірського краю Ачинського округу виділився в 1925 році (від Аргинського вигину до Чулимських гарів). До складу району до 1951 року входив і місто Боготол, який був районним центром, 33 сільських Ради, 152 населених пункти, в яких проживало 36 739 осіб.